# Janov (okres Rakovník)
Janov (Duits: Johannestal of Johannistal) is een dorp en Tsjechische gemeente in de regio Midden-Bohemen en telt 146 inwoners (2023).
Janov ligt op een noordnoordoostelijke lijn van de districtshoofdstad Rakovník naar Žatec in het aangrenzende district Louny. Hemelsbreed is de afstand naar de hoofdstad iets minder dan 14 kilometer en naar Žatec 15 kilometer.

## Geschiedenis
Janov is een relatief jong dorp. De nederzetting werd in de jaren 1870 gesticht door Jan Štěpán, graaf van Meraviglia-Crivelli, eigenaar van het landgoed Olešná. De naam werd in 1875 in de Duitse vorm Johannesthal genoemd; de Tsjechische naam die in de tweede helft van de 19e eeuw werd gebruikt was Janové Údolí. Na de afschaffing van het feodalisme maakte Janov deel uit van de gemeente Svojetín.
In 1885 werd in het dorp een onafhankelijke school opgericht, in 1903 een vrijwillig brandweerkorps en in 1912 werd een lindeboomgaard aangeplant. De bevolking van Janov was in die tijd overwegend Tsjechisch (rond 1910 woonden er 280 Tsjechen en 10 Duitsers), maar na het Verdrag van München werd Janov op 24 november 1938 bezet door nazi-Duitsland. Hierop verhuisden enkele tientallen mensen; de overgebleven inwoners werden geconfronteerd met discriminatie onder het Duitse bewind. Tijdens de Tweede Wereldoorlog werd een burger van Genua, Rtm. Arnošt Mikš, neergeschoten door de Duitsers. Later werden ook zijn broers Antonín en František geëxecuteerd op de schietbaan in Kobyliska.
In 1950 werd Janov een zelfstandige gemeente. In 1980 werd Janov tijdelijk ondergebracht bij de gemeente Kounov, maar op 24 november 1990 weer afgesplitst.
Sinds 2003 is Janov een zelfstandige gemeente binnen het district Rakovník.

## Verkeer en vervoer

### Wegen
De weg II/227 Žatec - Kněževes - Rakovník loopt langs het dorp.

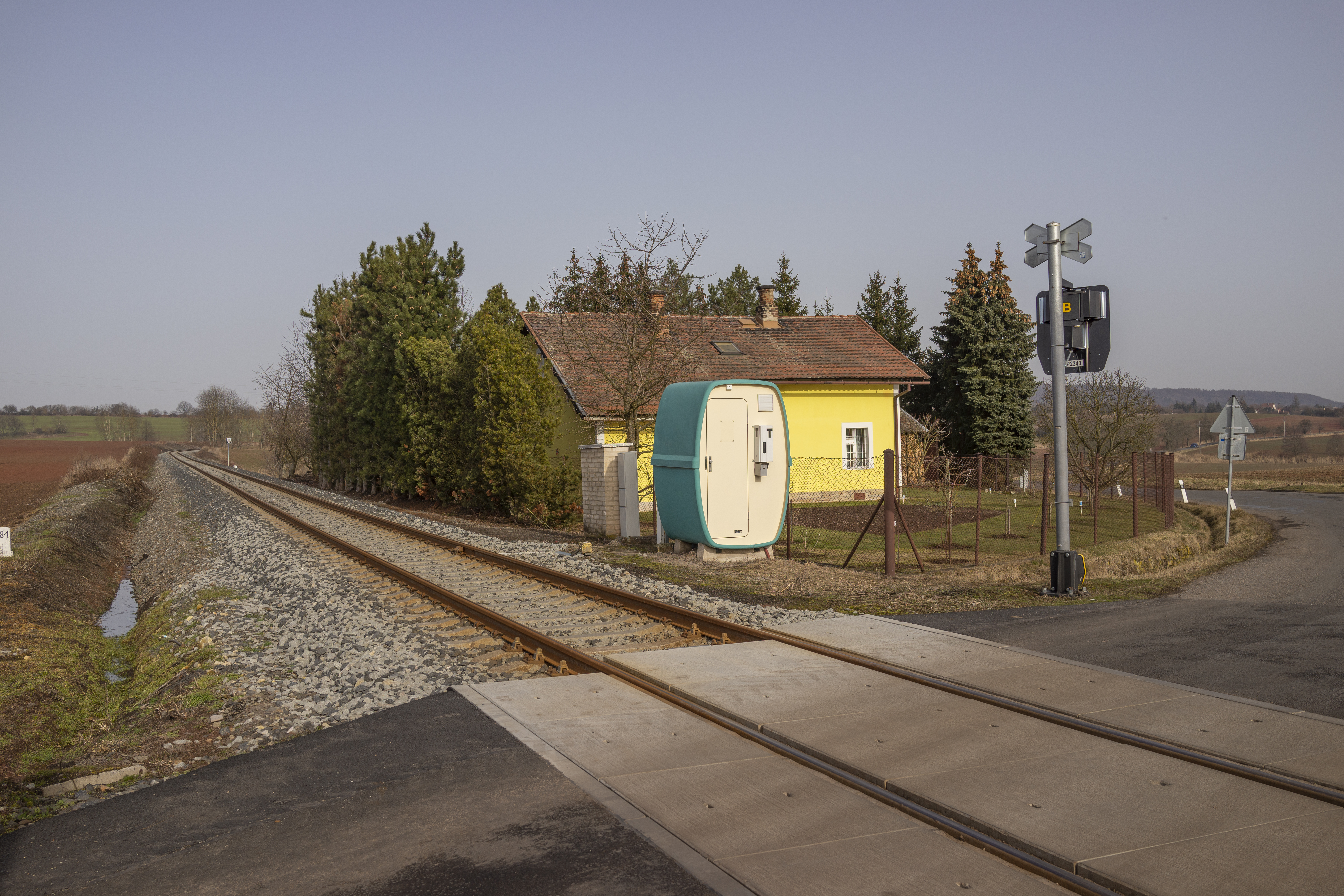
Voormalig station

### Spoorlijnen
Janov had één station genaamd Janov u Rakovníka. Het haltegebouw staat er nog, maar is niet meer in gebruik en ligt langs twee nog in gebruik zijnde spoorlijnen: lijn 124 Lužná u Rakovníka - Žatec - Chomutov en lijn 126 Rakovník - Louny - Most. Lijn 124 is geopend in 1870 en is enkelsporig en onderdeel van het hoofdnetwerk. Lijn 126 is geopend in 1904 en is eveneens enkelsporig en onderdeel van het hoofdnetwerk.

### Buslijnen
Op werkdagen rijdt er één keer per dag een bus van vervoerder Transdev Střední Čechy tussen Svojetín en Kounov via Janov en vijf keer per dag tussen Rakovník, Kounov en Mutějovice via Janov. In het weekend rijdt er geen bus door het dorp.

## Galerij

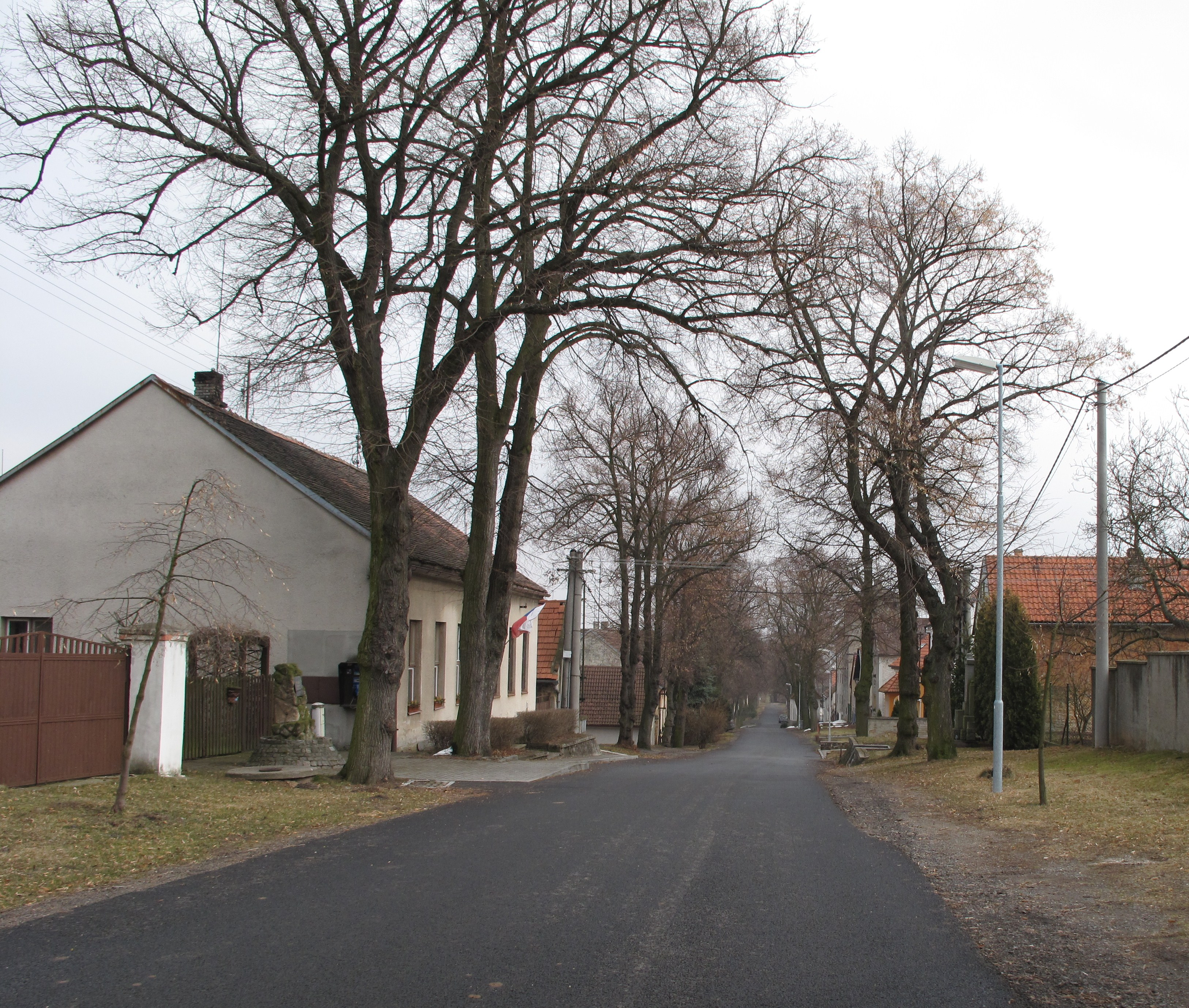
Stationsweg
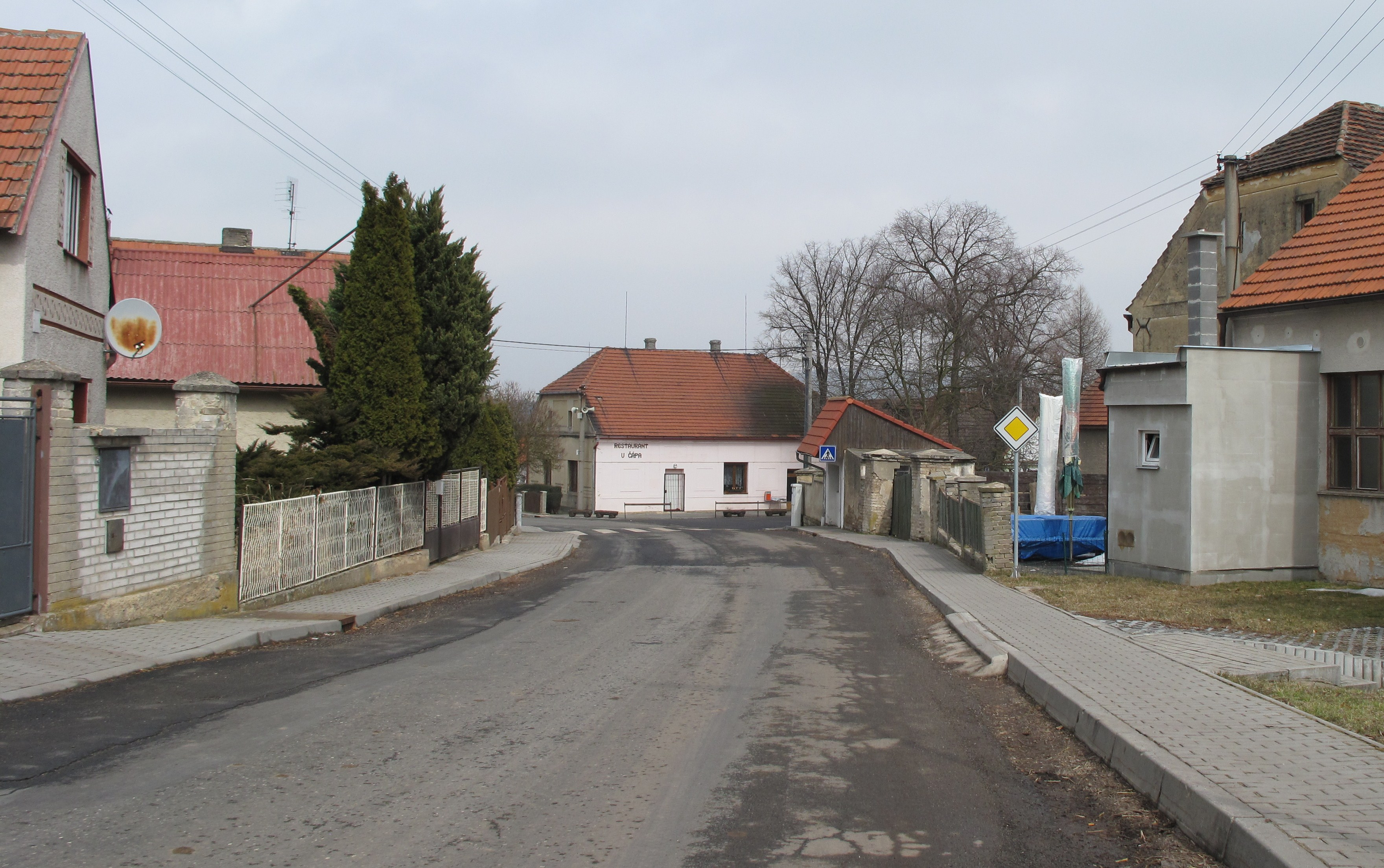
Restaurant U Čápa
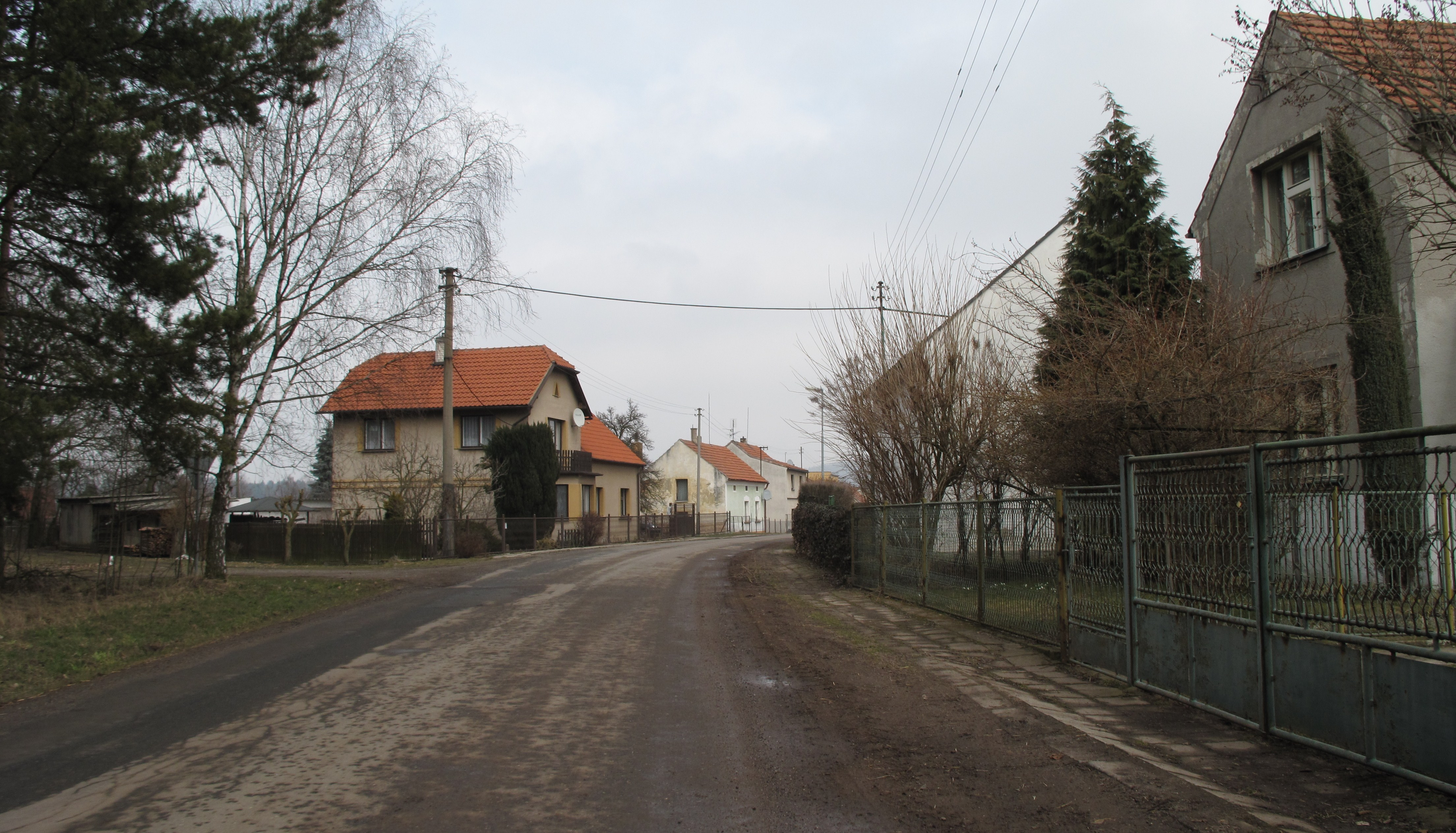
Straat in het zuidwesten van Janov
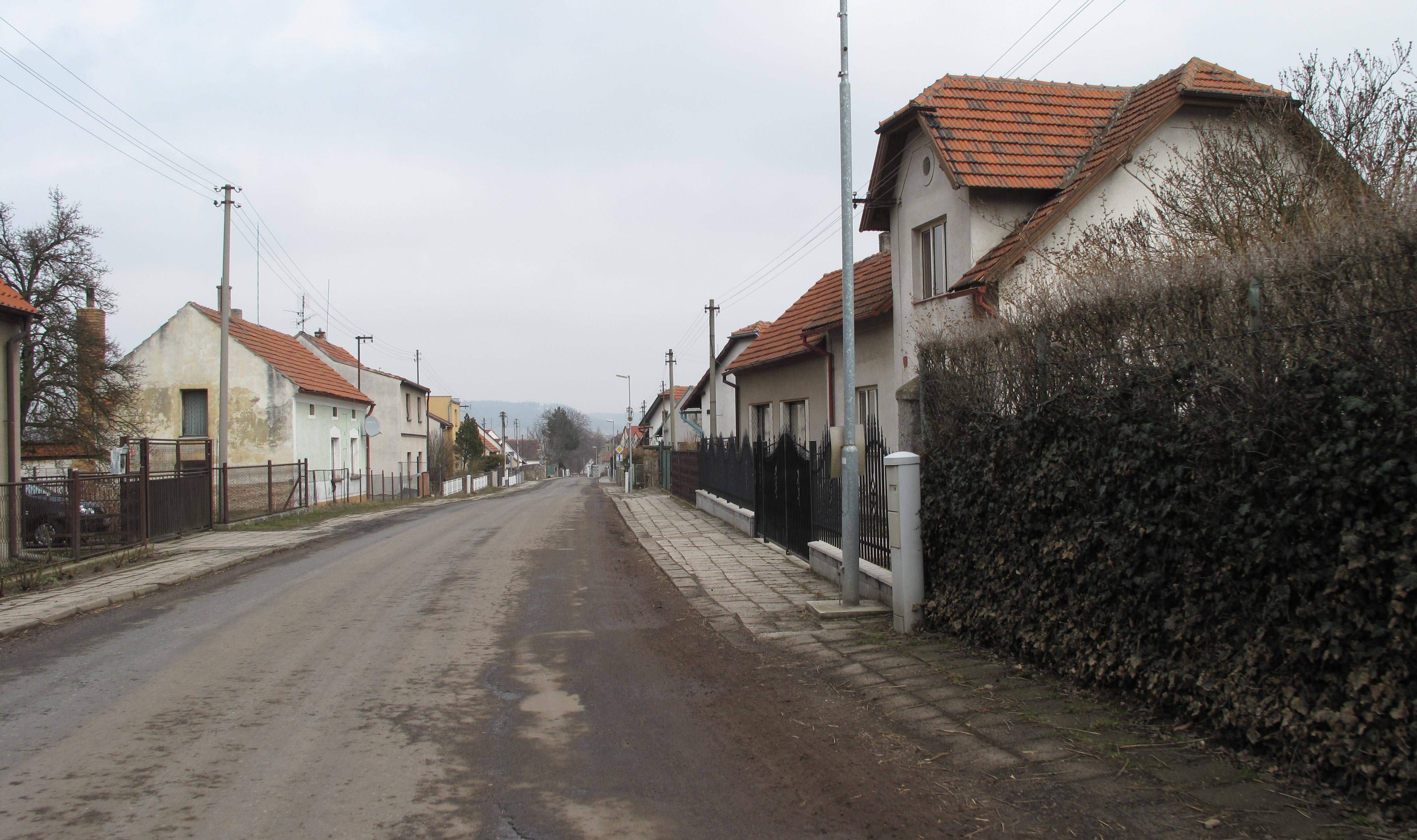
Straat in Janov